# 石门乡 (靖远县)
石门乡，是中华人民共和国甘肃省白银市靖远县下辖的一个乡镇级行政单位。

## 行政区划
石门乡下辖以下地区：
茨滩村、裴堡村、路庄村、老崖村、二合村、硝水村、安韦村、石门村、小口村和坝滩村。